# メタルホーク
『メタルホーク』（METAL HAWK）はナムコ（現:バンダイナムコエンターテインメント）が1988年12月に発売したアーケードゲーム。

## 概要
ジャンルはシューティングゲームで、前後左右に傾斜する筐体に乗り込んで遊ぶ大型筐体ゲームである。
ナムコの大型筐体ゲームは、『ポールポジション』シリーズや『サンダーセプター』など数作あるが、筐体が可動し座席などが動く「体感ゲーム」としては、『ファイナルラップ』に次ぐ2作目。人によっては乗り物酔いを起こしてしまうほど、筐体が大きく動くゲームとして知られている。
先に製品化されている『アサルト』同様、同社製アーケードゲーム用システム基板「システムII」を使用しており、最大の特徴である拡大縮小回転機能を前面に押し出したゲームデザインになっている。ただし、『メタルホーク』で使用されたものは通常のシステムIIよりも多い拡大縮小回転画面が必要なことから、ビデオボードがまったく別物である。また『アサルト』同様、音楽は細江慎治と野口和雄が担当している。
発表から34年後の2022年、アーケードアーカイブスで家庭用初移植を果たす。

## 操作
自機はヘリコプターであり、前後左右上下に2本のレバーで操作する（ヘリコプターだが、左右は旋回のみ）。
操縦桿
座席正面に配置される。前後に倒すと自機は前後に移動し左右に倒すとその方向に旋回する。
スロットルレバー
座席左手に配置される。レバーの位置によって高度50～400（単位不明）の高さに自機を移動する。
右手の操縦桿には2つのボタンがあり、それぞれ水平方向（対空中）への攻撃と、前方下方（地上物）への攻撃を行なう。
背景の変化（スクロール・回転・拡大縮小）で自機の移動を表現し、自機は画面上常に一定の位置で画面上方を向いている。地面（背景）に対する移動速度は自機の高度と相関しており、高高度ではより速く移動できる。このことがゲームを進めるうえで重要（上下移動とスピードの節を参照）。

## ゲームの進行
敵を倒すことで得られる「GP（獲得ポイント）」がステージごとのノルマ（VP、勝利ポイント）に達するとステージクリア（GPとは別枠で、ステージクリアに関係しない得点も計上される）。
- プレイ可能な制限時間が決められている
- 残り時間はタイムボーナスとしてラウンドクリア時に、得点に加算される[2]
- 敵軍にとって重要な施設が高い獲得ポイント源となっている

これらから、敵戦闘機とのドッグファイトよりもマップを観察して効率よくノルマを達成していく必要がある。
自機が被弾して墜落するか、制限時間がなくなると1ミスとなり、残機を失ったうえで再スタートとなる。すべての残機がなくなるとゲームオーバー。なお、再スタート時に制限時間が一定の値未満だった場合は、制限時間がその一定値まで回復する。

## 上下移動とスピード
左手レバーによる上下の移動は視野の確保の他、最大スピード確保の目的がある。
高い位置を飛行している方が最大移動スピードが遥かに早いので下記の様なルーチンに従ったゲーム進行が推奨されている。
1. 高高度から高速で偵察
2. 施設を発見したら急降下
3. 確実に破壊できる高度まで下がったら爆撃
4. 高得点施設を破壊したら上昇
5. 1に戻る

高度な精密爆撃テクニックを身に付けていく事で必要以上の下降（=スピード低下）の必要が減り、ステージクリア時に獲得できる得点が増える事になる。
空中をかなりのスピードで移動している空中空母等の高得点源も存在し、上下運動によるスピード調節を駆使した戦術も要求される。

## ジャンル分類
ジャンルとしては、トップビューの擬似3Dシューティングである。擬似3Dシューティングというと多くは、自機を進行方向後方から捉えるフロントビューで、真上からのトップビューや斜め上からのバードビューの物は少ない。また、多くの擬似3Dゲームは一応3次元空間を表現してはいても、実際にはあらかじめ定められた管状の空間を方向転換せずに進むしかないのに対し、このゲームは（天地方向に限りがあり水平方向もループしているとは言え）箱庭状の3次元空間で自由に方向転換ができ、重力に縛られずに自在な位置取りが可能な事から「真の意味で3次元空間を感じさせてくれるゲーム」との評価もある。
ただし、奥行きが判りづらい3Dゲームの欠点を回避するために、ゲーム性はある程度2次元的なものになっており、地形は完全に平面で当たり判定は無い。開発当初は地形や建築物等への当たり判定があったが、難しくなりすぎるため、高度を50以下にできないように設定し、地形当たり判定を無くしたといわれている。高度が0になるのは着弾して操縦不能になり、地上に激突、爆発するときのみである。なお、同様のトップビュー擬似3Dで、地形に当たり判定があったコナミ『急降下爆撃隊』というゲームも展示会に出展されたことがあるが、やはり難しくなりすぎたために没になっている。

## 音楽
細江慎治、野口和雄による作曲。長い曲が多く、最後まで聞く為には時間切れゲームオーバーの覚悟がいる。
クレジット音が『ダートフォックス』と同じ。
サントラのライナーノーツによれば、ROM容量の関係上、元々入れるつもりだった楽器音を減らさざるを得なかったという。
オペレーターの声を担当したのは声優の岡本麻弥。

### 音盤への収録
- サイトロン「ウイニングラン -G.S.M. NAMCO 2-」（オリジナルバージョン）
- サイトロン「ゲーム･ミュージック・ベスト・オブ・ザ・イヤー1989」（オリジナルバージョンの一部）
- スーパースィープ「細江慎治WORKS Vol.2 ～ORDYNE～」（2013年現在も現役稼動している筐体基板からの新録）

## その他
敵弾が避けられない
プログラム仕様上のバグ。水平方向の画面回転に追従しないので避けられない事がほとんど。少なくとも上昇や回転のみで避ける事は困難で、上昇しながらその場から飛び去るようにしなければ、ほぼ確実に撃墜される弾道になっていた。好意的なプレイヤーは誘導ミサイルであると解釈していた。
稼ぎ
残り時間がスコアに直結するため、無駄のないルートの構築が基本。また勝利ポイント達成から自機が飛び去るまでには数秒の猶予があるので、この間になるべく多く破壊することでスコアを伸ばせる。普通に遊ぶ場合にもスコアによるエクステンドがあるため、余裕があれば意識するとよい。
連射
対地攻撃を連射することで格段に地上目標を破壊しやすくなる。ただし発売から20年以上経った今となっては非常に貴重な筐体なのでボタンの耐久性には配慮されたい。
階級
得点に応じて階級が与えられるがゲームへの影響は全く無い。
スタートボタンの不在
クレジットを与えるだけですぐにオープニングデモが始まりゲームが開始する（大多数のアーケードゲームでは、クレジット投入-スタートボタン押下-ゲーム開始、という手順である）。
デモプレイ
デモの自機の動きは前回のプレイに似るが、微妙に動きが異なる。（マイコンBASICマガジンにおいてデモプレイについて取り上げられた記事による）

## 移植版
| No. | タイトル     | 発売日         | 対応機種                      | 開発元 | 発売元     | メディア                                | 備考         |
| --- | ------------ | -------------- | ----------------------------- | ------ | ---------- | --------------------------------------- | ------------ |
| 1   | メタルホーク | 2022年12月22日 | PlayStation 4 Nintendo Switch | ナムコ | ハムスター | ダウンロード （アーケードアーカイブス） | 海外版も収録 |

PlayStation 4・Nintendo Switch版
- 国内版と海外版を収録。スロットルの操作入力などはボタン設定においてコントローラの各ボタンへ割り振る事で可能。アーケードコントローラで操作する設定も可能なほか、連射設定では対地ミサイル用に最適化された8.57連射が用意されている。また、こだわり設定ではゲームスピードの調整、操縦桿の機能の左右、スティック入力の切り替え、スロットルの上昇下降を反転させる上下反転の設定が可能。

尚、PS4版のみフライトスティックや、メガドライブ2ミニ専用サイバースティックに対応。ゲームセンターとほぼ同様の操作で遊ぶ事が可能。

## スタッフ
- プロデュース:K.SAWANO（沢野和則）、K.TASHIRO
- ゲームデザイン:H.NAKATANI（中谷始）
- ゲームプログラム:A.YUHARA（湯原敦）
- ビジュアルデザイン:T.ISHIKAWA（石川達也）、H.KIKUCHI（菊池秀行）、K.IWAIDA、W.YANAGAWA
- サウンドエフェクト:S.HOSOE(細江慎治)、K.NOGUCHI(野口和雄)
- エレクトリカルエンジニアリング:M.YAMADA、O.MORITA
- ドライブプログラム:T.INUI（乾孝司）
- PCBデザイン:T.OKADA
- キャビネットデザイン:Y.NAKAUMA（中馬義明）
- メカニカルエンジニアリング:S.KARINO、H.IGARASHI（五十嵐博）、T.IMAI、S.KANEBAKO（金箱昇吾）、H.TATSUMI